# Göhren (Rügen)
Pour les articles homonymes, voir Göhren.
Göhren est une commune sur l'île de Rügen, dans l'arrondissement de Poméranie-Occidentale-Rügen, Land de Mecklembourg-Poméranie-Occidentale.

## Géographie
Cette station balnéaire se situe tout à l'est de l'île, sur la péninsule de Mönchgut. Le cap Nordperd sépare la plage du nord de celle du sud. Entre la jetée et le Nordperd, se trouve Buskam, le plus grand bloc erratique allemand, long de 300 m.
Elle est reliée aux Bundesstraßen 96 et 196.

## Histoire
Le tumulus de Speckbusch date de l'âge du bronze.
Le village de pêcheurs et de marins de Göhren ("montagne" en slave) est mentionné la première fois en 1165.
Göhren devient une station balnéaire à partir de 1878. En 1887, Adeline von Schimmelmann fonde un foyer pour les marins du monde entier. L'arrivée de la Rügensche Kleinbahn, un chemin de fer à voie étroite, développe le tourisme à partir de 1899.
Durant la RDA, les capacités d'accueil de vacanciers sont élargies. Au début des années 1970, on compte 4 400 lits gérés par la FDGB pour 1 790 habitants. Le président Wilhelm Pieck est venu faire une visite.

## Personnalités liées à la commune
- Max Dreyer (1862-1946), écrivain.

## Source, notes et références
- (de) Cet article est partiellement ou en totalité issu de l’article de Wikipédia en allemand intitulé « Göhren (Rügen) » (voir la liste des auteurs).